# Edwin Benne
Edwin Johannes Benne (Amersfoort, 21 de abril de 1965) é um ex-jogador de voleibol dos Países Baixos que competiu nos Jogos Olímpicos de 1988 e 1992.
Em 1988, ele participou de sete jogos e o time neerlandês finalizou na quinta colocação na competição olímpica. Quatro anos depois, ele fez parte da equipe neerlandesa que conquistou a medalha de prata no torneio olímpico de 1992, no qual atuou em oito partidas.